# Kura (mitología)
Kura es el dios principal de la mitología de Ebla, una de las ciudades más importantes de Siria del III y II milenio a. C. y centro de culto politeísta, vinculado con la monarquía. 
Kura, con el epíteto "dios del rey", era la deidad patrona del rey. Dios local de Ebla, tenía a Barama como paredra.
Como deidad dinástica, era muy popular en toda la ciudad, siendo probablemente su nombre de origen hurrita. La divinidad estaba conectada a un rito de sucesión al trono que incluiría algunas nupcias sagradas y otros ritos funerarios.